# Pandemia de COVID-19 în Iran
Pandemia de coronavirus din Iran este o pandemie în curs de desfășurare pe teritoriul Iranului cauzată de noul coronavirus 2019-nCoV (SARS-CoV-2), virus care provoacă o infecție numită COVID-19, care poate fi asimptomatică, ușoară, moderată sau severă. Infecția severă include o pneumonie atipică severă manifestată clinic prin sindromul de detresă respiratorie acută.
Primul caz confirmat în Iran a fost la 19 februarie 2020  în Qom.
Pe 15 martie erau 13.938 de cazuri confirmate, 724 decese și 4.590 de persoane recuperate.
Iran este a treia țară din lume, după China continentală și Italia, în privința numărului total de cazuri și de decese.

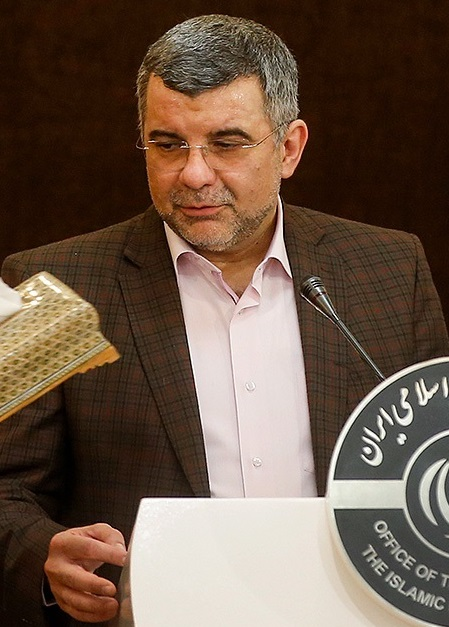
Iraj Harirchi

Iranul a fost acuzat că ascunde adevăratele efecte ale epidemiei de coronavirus. Imagini din satelit ar arată o extindere rapidă a cimitirelor și apariția de gropi comune în țară.
Adjunctul ministrului iranian al Sănătății, Iraj Harirchi, a organizat o conferință de presă unde a respins aceste acuzații, Jurnaliștii prezenți au remarcat că acesta transpira puternic și tușea foarte des în timpul conferinței. O zi mai târziu, la 25 februarie 2020, Harirchi a fost diagnosticat cu coronavirus.
La 21 martie 2020, erau 20.610 de cazuri confirmate, 1.556 de decese și 7.635 de persoane recuperate în Iran. Pe 21 martie 2020 au fost înregistrate în Iran 123 de noi decese cauzate de COVID-19 și 966 de noi cazuri de contaminări suplimentare.